# Ла Вале (Ређо Емилија)
Ла Вале је насеље у Италији у округу Ређо Емилија, региону Емилија-Ромања.
Према процени из 2011. у насељу је живело 108 становника. Насеље се налази на надморској висини од 344 м.